# Friedrich của Hessen và Rhein
Friedrich của Hessen và Rhein (tiếng Đức: Friedrich von Hessen und bei Rhein; tiếng Anh: Frederick of Hesse and by Rhine; tên đầy đủ: Friedrich Wilhelm August Victor Leopold Ludwig; 7 tháng 10 năm 1870 – 29 tháng 5 năm 1873) là con trai thứ hai của Ludwig IV của Hessen và Rhein và Alice của Liên hiệp Anh, do đó là cháu ngoại của Victoria I của Liên hiệp Anh. Friedrich còn là ông cậu của Philippos của Hy Lạp và Đan Mạch, Công tước xứ Edinburgh, thông qua người chị cả là Victoria của Hessen và Rhein, bà ngoại của Philipos.

## Thân thế

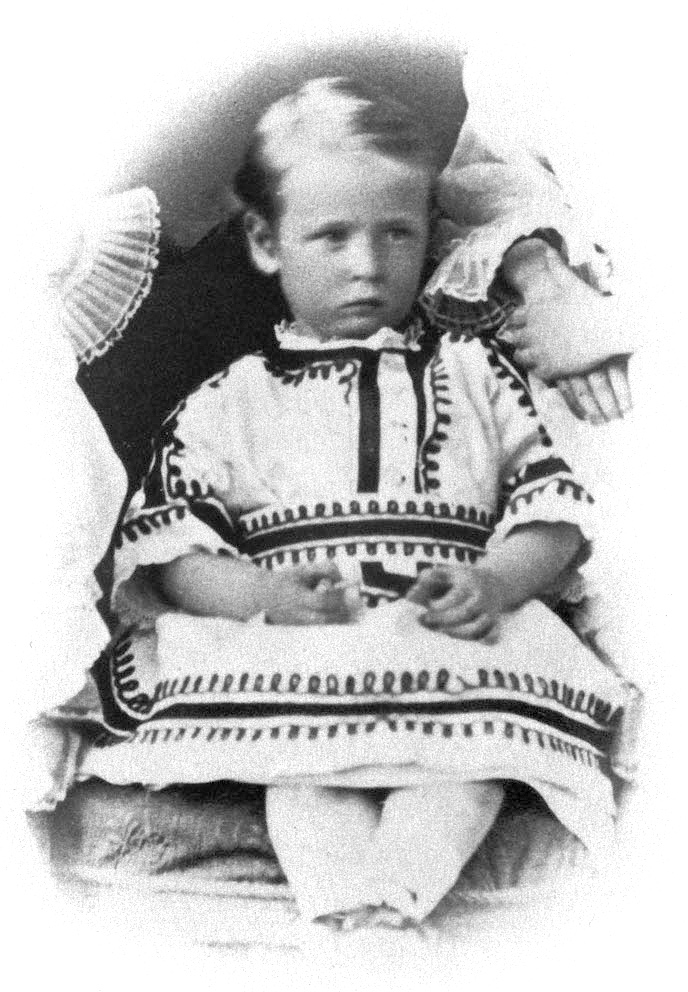
Friedrich của Hessen, ảnh chụp tháng 4 năm 1873.

Friedrich sinh ngày 7 tháng 10 năm 1870 tại Cung điện Mới ở Darmstadt, là con trai thứ hai và là người con thứ năm của Ludwig IV của Hessen và Rhein và Alice của Liên hiệp Anh, bấy giờ là Đại Công thế tôn và Đại Công tôn phi xứ Hessen và Rhein. Thông qua mẹ, Friedrich là cháu ngoại của Victoria I của Liên hiệp Anh và Albrecht xứ Sachsen-Coburg và Gotha.
Anh chị em của Friedrich là Victoria, Elisabeth, Irene, Ernst, Alix và Marie của Hessen và Rhein. Thông qua người chị gái Victoria, Friedrich là ông cậu của Philippos của Hy Lạp và Đan Mạch, Công tước xứ Edinburgh, chồng của Elizabeth II của Liên hiệp Anh và thông qua em gái Alix, Friedrich là cậu của Olga Nikolayevna, Tatyana Nikolayevna, Mariya Nikolayevna, Anastasiya Nikolayevna và Aleksey Nikolayevich của Nga.
Khi hoài thai con trai, Alice phải chăm sóc cho những binh lính bị thương trong cuộc Chiến tranh Pháp–Phổ. Mỗi buổi sáng, Alice đều đến Darmstadt, điều hành ba bệnh viện quân đội và bố trí vật tư cho tiền tuyến. Dù có nguy cơ nhiễm trùng, Alice vẫn an ủi và trò chuyện với hàng trăm binh sĩ bị thương. Mỗi buổi tối trở về, Alice ngày càng thêm mệt mỏi và bị đau đầu. Lo lắng cho an nguy của chồng, Alice không ngủ được. Khi gần tới ngày dự sinh, Alice bị sốt và đau dây thần kinh. Tệ hơn nữa, bác sĩ của Alice bị mắc bệnh nhiễm trùng nguy hiểm và một bác sĩ thay thế là Hoffmeister được cử đến gấp từ Anh. Hoffmeister là bác sĩ của Victoria I của Liên hiệp Anh và từng chăm lo cho Alice khi còn bé. Sự có mặt của bác sĩ khiến Alice thêm tự tin hơn và dù bị sinh non, nhưng Đại Công tằng tôn Friedrich là một đứa trẻ khỏe mạnh.

## Thời thơ ấu

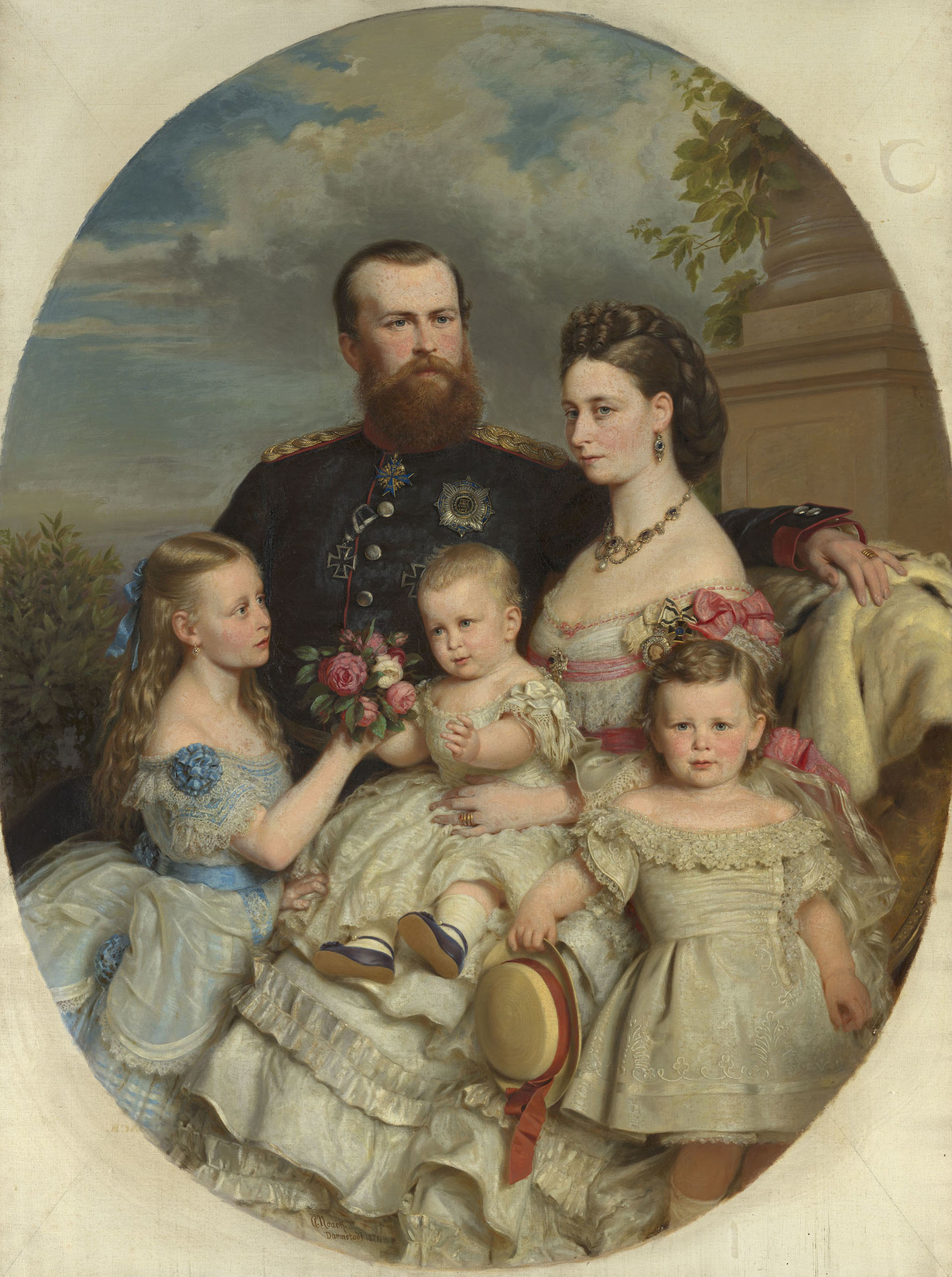
Ludwig, Alice cùng ba người con. Họa phẩm bởi Christian Karl August Noack. Trong bức tranh gồm có Ludwig IV của Hessen và Rhein, Alice của Liên hiệp Anh, Đại Công nữ Victoria (trái), Đại Công tử Friedrich (ngồi trên người mẹ) và Đại Công tử Ernst Ludwig của Hessen và Rhein ở bên phải em trai.

Sự ra đời của Đại Công tằng tôn khiến cha, Đại Công tôn Ludwig rất vui mừng, còn Alice thì vô cùng yêu thương đứa trẻ này. Vì Alice bị bệnh và cần phải tịnh dưỡng nên Alice đã đến Berlin ở cùng chị gái Victoria, cũng gọi là Vicky. Vì thể trạng của em gái quá yếu nên Vicky đã tự mình cho cháu trai bú, đồng thời hai chị em cũng giấu mẹ chuyện này. Khi bị phát hiện, Nữ vương đã chỉ trích các con thậm tệ rằng: "Điều này khiến mẹ kinh sợ khi các con gái của mẹ trở thành những con bò cái". Thậm chí trước đó, Nữ vương còn đặt tên cho một con bò của mình ở Balmoral là "Princess Alice" theo tên con gái vì Alice cho con gái thứ Elisabeth bú.
Ngày 11 tháng 2 năm 1871, Đại Công tằng tôn được rửa tội và được đặt tên là Friedrich Wilhelm August Victor Leopold Ludwig, trong đó phần tên Friedrich Wilhelm là được đặt theo anh rể của Alice là Hoàng thái tử Friedrich của Đức. Cha mẹ đỡ đầu của Friedrich gồm có Hoàng hậu Đức (vợ của ông bác họ bên nội), Hoàng thái tử và Hoàng thái tử phi Đức (vợ chồng bác gái bên ngoại), Vương tôn Friedrich Karl Nikolaus và Vương tôn phi Friedrich Karl của Phổ (vợ chồng bác họ bên nội) và Vương tử Leopold của Liên hiệp Anh (cậu) – một người có quan hệ rất gần gũi với chị gái Alice.
Trong gia đình, Friedrich được gọi là "Frittie", đôi khi cũng được gọi là "Fritz". Khi gần được hai tuổi, Friedrich là đứa trẻ vui tươi, thông minh và dễ thương. Victoria, Vương nữ Vương thất đã nhận xét cháu trai là "Một đứa trẻ rất đáng yêu" và cho rằng Friedrich là cậu con cưng của mẹ, hơn cả bốn cô con gái và con trai cả Ernie. Khi gần 3 tuổi, Friedrich được nhận định là có khuôn mặt dễ mến với mái tóc màu vàng bạch kim.
Dù vậy, sức khỏe của Friedrich lại dấy lên quan ngại dù vẫn chưa rõ ràng. Tháng 2 năm 1873, Friedrich bị đứt tai và máu chảy trong suốt ba ngày. Thậm chí dù đã được băng bó nhưng máu vẫn chảy nhiều tới nỗi thấm qua lớp băng bó. Nỗi lo sợ của Alice về sức khỏe của con đã thành sự thật: Friedrich bị mắc bệnh máu khó đông. Mặc dù cần phải thận trọng và cảnh giác hơn đối với Friedrich nhưng tựu chung điều này vẫn không gây quá nhiều lo sợ. Thậm chí, sau sự cố bị đứt tai, Friedrich càng lớn lên khỏe mạnh hơn.
Vì Ludwig phải rời đi vào ngày 29 tháng 5 năm 1873, nên một ngày trước đó, cả gia đình dành thời gian cùng nhau ở Glasberg và Friedrich cùng nhau chơi đùa với anh trai Ernst, thường gọi là Ernie. Theo lời của Ernie, sự việc diễn ra như sau:
| “ | We gathered lilies-of-the-valley and Fritz, who had a special love for me had some in his little hand which he wanted to give me. I ran further and further away and he with his short little legs trotted behind me and I can still hear how he called out: 'Ernie I wants ou, Ernie I wants ou so much!"; he wanted to give the lilies-of-the-valley to me. This cry was with me for many months, yes, even years. I could not get it out of my head and at first I felt quite desperate..... | ” |

| “ | "Hai anh em ta cùng hái hoa linh lan và Fritz, một người rất yêu thương ta, giữ trong mình vài đóa hoa và muốn tặng cho ta. Ta đã càng lúc càng chạy xa khỏi thằng bé và Fritz, với đôi chân bé nhỏ ấy đã chạy lon ton đến bên ta và ta vẫn có thể nghe được tiếng thằng bé gọi mình: "Ernie Em muốn anh, Ernie em muốn anh rất nhiều!"; thằng bé muốn cho ta những đóa hoa linh lan đó. Tiếng thằng bé gọi ta vẫn có đọng trong tâm trí ta trong nhiều tháng, thậm chí trong nhiều năm. Ta không thể quên được giọng nói đó và đã ta đã rất tuyệt vọng... | ” |

## Qua đời
Ngày 29 tháng 5 năm 1873, Ludwig rời khỏi nhà để tham dự buổi duyệt binh ở Thượng Hessen theo kế hoạch. Cũng trong ngày hôm đó, một biến cố đã xảy đến với gia đình: Trong khi Victoria, Elisabeth và Irene đang trong giờ học thì Alice đang nghỉ ngơi đang ở trong phòng ngủ sau chuyến đi ở Roma, còn Ernst và Friedrich đang chơi xung quanh giường của mẹ. Ernst sau đó chạy qua một căn phòng khách nhỏ có hướng vuông góc với phòng ngủ của Alice, leo lên cửa sổ và từ đó có thể nhìn thấy phòng ngủ của Alice. Alice đã dậy và đi qua phòng để kéo con trai xuống. Trong lúc đó, Frittie đã leo lên một cái ghế để nhìn anh trai rõ hơn. Thế nhưng chiếc ghế đã bị lật và Friedrich đã rơi khỏi cửa sổ và đáp xuống ban công tầng dưới cách 20 feet (6,096 m). Theo lời Ernst, chuyện xảy ra như sau:
| “ | My mother was still in bed in the morning and my brother and I were playing near her. I ran into the sitting room in order to look across at my brother. My mother jumped out of bed to pull me back from the window. During this time my little brother got up on a chair to enable him to look out and before my mother could return the chair tipped forward and he fell down on the steps. | ” |

| “ | Mẹ của ta vẫn ở trên giường vào buổi sáng hôm đó và em trai cùng ta đang chơi đùa gần bà. Ta chạy đến phòng khách nhỏ để nhìn em trai. Mẹ của ta đã rời khỏi giường để kéo ta ra khỏi cửa sổ. Trong lúc đó em trai ta trèo lên một chiếc ghế để nhìn ra phía ta và trước khi bà kịp kéo chiếc ghế lại thì thằng bé đã rơi xuống những bậc thang. | ” |

Theo bản dịch từ bức thư của Quý cô Bauer mà Nữ vương Victoria có được, thì diễn biến sau đó cụ thể là:
| “ | Through the telegram which I despatched to Your Majesty by the Princess's own desire, you have already received the terrible news, which since this morning, agitates the town. Prince Frederick fell out of the window from his Mama's bedroom upon a balcony below. He, as well as Prince Ernest, was with his Mama, no nurse being present at the time; and whilst the Princess went for a moment towards the door to call for the nurse to take the two Princes away, the melancholy event happened. The poor boy was lying on his arm, when they came to pick him up, and was senseless, though no external injury was visible. Doctors were speedily at hand and found that the skull was not fractured nor any limb broken; but they fear that an extraversation of blood on the brain may take place. It is now some time since we have observed a considerable swelling on the side of the forehead; but the breathing is pretty quiet, the feet are warm and at one time the Prince moved his little arm! Sensation is complete but otherwise he rests without uttering a sound. The doctors are not without hope but at the same time do not conceal from the Princess the extent of the danger... The Princess is dreadfully alarmed but now calm and composed after having been almost stupefied by the terror at first. She does not for a moment leave the bedside, but watches constantly by the darling child whose life, short as it has been, was already such a source of anxiety to her..... | ” |

| “ | Thông qua điện tín mà tôi gửi cho Bệ hạ theo ý muốn của Vương nữ, ngài đã được báo về tin dữ khủng khiếp đó, điều mà đã gây chấn động cho cả thị trấn từ sáng nay. Đại Công tôn Friedrich đã ngã xuống ban công tầng dưới từ cửa sổ ở phòng ngủ của mẹ. Ngà ấy, cùng Đại Công tôn Ernst, lúc đó đang ở cùng với mẹ, không có y tá nào túc trực khi đó; và khi Vương nữ đi đến cửa để gọi y tá đến để mang hai vị Đại Công tôn đi thì bi kịch đã xảy ra. Đầu của đứa trẻ nằm đè lên tay, khi mọi người đến chỗ của Đại Công tôn thì ngài ấy đã mất nhận thức, dù không có biểu hiện nào của tổn thương bên ngoài. Các bác sĩ đã nhanh chóng ứng cứu và nhận thấy không có mãnh xương vỡ nào và chân tay của Đại Công tôn không bị nứt gãy; nhưng họ lo sợ rằng việc xuất huyết ở não có thể xảy ra. Đã một khoảng thời gian trôi qua kể từ khi chúng thần nhận thấy có vết sưng tấy ở trên trán; nhưng nhịp thở của ngài ổn thỏa, chân của Đại Công tôn vẫn ấm và có lúc chúng tôi thấy ngài cử động tay! Phản ứng của Đại Công tôn thì ổn thỏa nhưng ngoài ra Đại Công tôn không phát ra âm thanh nào. Các bác sĩ không từ bỏ hy vọng nhưng cũng không giấu giếm Vương nữ về những mức độ nguy hiểm của tình hình... Vương nữ đã vô cùng hoảng hốt nhưng hiện đã trấn tĩnh và bình tâm lại sau khi gần như choáng váng vì kinh hãi. Vương nữ không hề rời khỏi giường bệnh, nhưng luôn dõi theo đứa con dấu yêu tuy nhỏ tuổi nhưng luôn khiến ngài phải bận lòng..... | ” |

Hay tin về con, Ludwig đã trở về nhanh nhất trong khả năng. Sau một giờ chờ đợi kinh khủng, mọi hy vọng đã tan biến. Các bác sĩ đã đúng khi cho rằng có khả năng Friedrich bị xuất huyết não. Hơi thở của Friedrich ngày càng yếu dần và nặng nề hơn và rồi Đại Công tằng tôn đã qua đời vào ngày 29 tháng 5 năm 1873 trong vòng tay của mẹ tại Cung điện Mới ở Darmstadt. Theo quý cô Bauer, Alice đã khóc rất nhiều hy vọng rằng nỗi đau này không quá sức chịu đựng của mình.
Ngày 1 tháng 6 năm 1873, tang lễ của Friedrich được cử hành với sự có mặt của gia đình. Thi hài của Friedrich được đưa vào Rosenhöhe, hầm mộ dành cho thành viện của gia đình Đại Công tước xứ Hessen. Nếu không vì căn bệnh máu khó đông, Friedrich đã có thể sóng sót sau sự cố đó. Một điều trùng hợp là người cậu cũng như là cha đỡ đầu của Friedrich, Leopold của Liên hiệp Anh cũng mắc bệnh máu khó đông và đã qua đời vào ngày 28 tháng 3 năm 1884, tại Cannes, Pháp do ảnh hưởng của căn bệnh này: Vương tử bị ngã cầu thang dẫn đến va đập vào đầu gây xuất huyết não. Ngoài ra hai người chị em của Friedrich là Irene và Alix đều là những người mang gene bệnh và đều có con trai mắc bệnh máu khó đông.

## Phản ứng sau đó
Từ khi con trai qua đời, Alice vẫn thường hay đứa các con đi thăm mộ của Friedrich trong vài tháng đầu tiên, và mỗi khi nhìn thấy những bông hoa vệ đường thì Vương nữ đều không kiềm lòng được mà hái chúng mang đến mộ của con. Alice cũng thường tổ chức kỷ niệm về những sự kiện nhỏ bé trong cuộc đời của đứa con trai xấu số của mình. Ngoài ra, tôn giáo là chỗ dựa tinh thần của Alice, Vương nữ tin rằng con trai mình đang ở trên thiên đàng.
Người con trai cả Ernst là một đứa trẻ nhạy cảm và vô cùng yêu thương em trai. Trước việc Friedrich qua đời, im lặng là cách Ernie đối mặt với nỗi đau. Việc bản thân từ chối hoa của em trai vào ngày trước khi Friedrich qua đời ám ảnh Ernst. Ernst đã viết rằng:
| “ | I cried through many nights, and everyone thought I was grieving at his loss; it was only partly that, but it was also my conscience. I had told nobody about it and as he was laid amongst all the spring flowers my mother held me up and I placed the lilies-of-the-valley into his cold small hands. Can grown-ups ever realise what a child can suffer? | ” |

| “ | Ta đã khóc trong nhiều đêm, và mọi người đều nghĩ ta đang đau buồn vì em trai qua đời; Thế nhưng đó chỉ là một phần lý do, nhưng cũng là vì lương tâm của ta. Ta đã không nói với ai về chuyện đó và khi em ta nằm giữa những bông hoa mùa xuân thì mẹ đã bế ta lên và ta đã đặt những đóa hoa linh lan vào bàn tay lạnh lẽo của em ấy. Liệu những người lớn có nhận ra nỗi đau mà một đứa trẻ đang chịu đựng không? | ” |

Trong một lần khác, Ernst đã khóc nức nở với mẹ, Vương nữ Alice và hy vọng cả gia đình sẽ qua đời cùng nhau để không phải chết một mình như em trai:
| “ | When I die, you must die too, and all the others. Why can't we all die together? I don't want to die alone, like Frittie. | ” |

| “ | Khi con qua đời, mẹ phải đi cùng con, cũng như những người khác. Tại sao chúng ta không thể chết cùng nhau? Con không muốn phải chết một mình, như Fritte. | ” |

So với mẹ và em trai thì hai người chị lớn Victoria và Elisabeth ít bị tác động tiêu cực bởi cái chết của Friedrich hơn và cũng như người cậu là Vương tử Leopold, hai chị em cố gắng an ủi Alice. Về phần Ludwig, tuy không ghi lại tâm tư của mình về cái chết của con trai, nhưng vào ngày 2 tháng 6, Ludwig cho chèn một một bức ảnh chụp di hài của con trai được bao quanh bởi những bông hoa cho một bài báo về cái chết của Friedrich. Một năm sau khi Friedrich qua đời, Alice hạ sinh người con cuối cùng là Marie của Hessen và Rhein. Ba năm sau khi em trai qua đời, theo lời Alice kể lại cho Nữ vương Victoria, Ernie đã mơ rằng mình đã qua đời và được gặp lại em trai:
| “ | Mama, I had a beautiful dream; shall I tell you? I dreamt that I was dead and was gone up to Heaven, and there I asked God to let me have Frittie again; and he came to me and took my hand. You were in bed, and saw a great light, and were so frightened, and I said, "It is Ernie and Frittie." You were so astonished! The next night Frittie and I went with a great light to sisters. | ” |

| “ | Mẹ ơi, con đã mơ thấy một giấc mơ đẹp; liệu con có nên kể cho mẹ nghe? Con đã mơ thấy mình đã chết và được lên Thiên đàng, và con đã xin Chúa cho con được ở bên Frittie; và rồi em ấy đến và nắm lấy tay con. Mẹ đang nằm trên giường, và thấy một luồng sáng rực rỡ, và vô cùng hoảng sợ, và con nói rằng, "Đó là Ernie và Fritte." Mẹ đã rất kinh ngạc! Đêm kế tiếp Frittie và con đi cùng luồng sáng ấy tới chỗ các chị em. | ” |

## Tước hiệu và kính xưng
7 tháng 10 năm 1870 – 29 tháng 5 năm 1873: His Grand Ducal Highness Prince Frederick of Hesse and by Rhine (HGDH Đại Công tằng tôn Friedrich của Hessen và Rhein).

## Gia phả
| \| \| \| \| \| \| \| \| \| \| \| \| \| \| \| \| \| \| \| \| 16. Ludwig I xứ Hessen và Rhein[39] \| \| \| \| \| \| \| \| \| \| \| \| \| \| \| \| \| \| \| \| \| \| \| \| \| \| \| \| \| \| \| \| \| \| \| \| \| \| \| \| \| \| \| \| \| \| \| \| \| \| \| \| \| \| 8. Ludwig II xứ Hessen và Rhein[40] \| \| \| \| \| \| \| \| \| \| \| \| \| \| \| \| \| \| \| \| \| \| \| \| \| \| \| \| \| \| \| \| \| \| \| \| \| \| \| \| \| \| \| \| \| \| \| \| \| \| \| \| \| \| 17. Luise Henriette Karoline xứ Hessen-Darmstadt[39] \| \| \| \| \| \| \| \| \| \| \| \| \| \| \| \| \| \| \| \| \| \| \| \| \| \| \| \| \| \| \| \| \| \| \| \| \| \| \| \| \| \| \| \| \| \| \| \| \| \| \| \| \| \| 4. Karl xứ Hessen và Rhein[41] \| \| \| \| \| \| \| \| \| \| \| \| \| \| \| \| \| \| \| \| \| \| \| \| \| \| \| \| \| \| \| \| \| \| \| \| \| \| \| \| \| \| \| \| \| \| \| \| \| \| \| \| \| \| 18. Karl Ludwig xứ Baden[42] \| \| \| \| \| \| \| \| \| \| \| \| \| \| \| \| \| \| \| \| \| \| \| \| \| \| \| \| \| \| \| \| \| \| \| \| \| \| \| \| \| \| \| \| \| \| \| \| \| \| \| \| \| \| 9. Wilhelmine xứ Baden[40] \| \| \| \| \| \| \| \| \| \| \| \| \| \| \| \| \| \| \| \| \| \| \| \| \| \| \| \| \| \| \| \| \| \| \| \| \| \| \| \| \| \| \| \| \| \| \| \| \| \| \| \| \| \| 19. Amalie xứ Hessen-Darmstadt[42] \| \| \| \| \| \| \| \| \| \| \| \| \| \| \| \| \| \| \| \| \| \| \| \| \| \| \| \| \| \| \| \| \| \| \| \| \| \| \| \| \| \| \| \| \| \| \| \| \| \| \| \| \| \| 2. Ludwig IV của Hessen và Rhein[43] \| \| \| \| \| \| \| \| \| \| \| \| \| \| \| \| \| \| \| \| \| \| \| \| \| \| \| \| \| \| \| \| \| \| \| \| \| \| \| \| \| \| \| \| \| \| \| \| \| \| \| \| \| \| 20. Friedrich Wilhelm II của Phổ[44] \| \| \| \| \| \| \| \| \| \| \| \| \| \| \| \| \| \| \| \| \| \| \| \| \| \| \| \| \| \| \| \| \| \| \| \| \| \| \| \| \| \| \| \| \| \| \| \| \| \| \| \| \| \| 10. Friedrich Wilhelm Karl của Phổ[45] \| \| \| \| \| \| \| \| \| \| \| \| \| \| \| \| \| \| \| \| \| \| \| \| \| \| \| \| \| \| \| \| \| \| \| \| \| \| \| \| \| \| \| \| \| \| \| \| \| \| \| \| \| \| 21. Friederike Luise xứ Hessen-Darmstadt[44] \| \| \| \| \| \| \| \| \| \| \| \| \| \| \| \| \| \| \| \| \| \| \| \| \| \| \| \| \| \| \| \| \| \| \| \| \| \| \| \| \| \| \| \| \| \| \| \| \| \| \| \| \| \| 5. Elisabeth của Phổ[41] \| \| \| \| \| \| \| \| \| \| \| \| \| \| \| \| \| \| \| \| \| \| \| \| \| \| \| \| \| \| \| \| \| \| \| \| \| \| \| \| \| \| \| \| \| \| \| \| \| \| \| \| \| \| 22. Friedrich V xứ Hessen-Homburg[46] \| \| \| \| \| \| \| \| \| \| \| \| \| \| \| \| \| \| \| \| \| \| \| \| \| \| \| \| \| \| \| \| \| \| \| \| \| \| \| \| \| \| \| \| \| \| \| \| \| \| \| \| \| \| 11. Maria Anna Amalie xứ Hessen-Homburg[45] \| \| \| \| \| \| \| \| \| \| \| \| \| \| \| \| \| \| \| \| \| \| \| \| \| \| \| \| \| \| \| \| \| \| \| \| \| \| \| \| \| \| \| \| \| \| \| \| \| \| \| \| \| \| 23. Karoline xứ Hessen-Darmstadt[46] \| \| \| \| \| \| \| \| \| \| \| \| \| \| \| \| \| \| \| \| \| \| \| \| \| \| \| \| \| \| \| \| \| \| \| \| \| \| \| \| \| \| \| \| \| \| \| \| \| \| \| \| \| \| 1. Friedrich của Hessen và Rhein \| \| \| \| \| \| \| \| \| \| \| \| \| \| \| \| \| \| \| \| \| \| \| \| \| \| \| \| \| \| \| \| \| \| \| \| \| \| \| \| \| \| \| \| \| \| \| \| \| \| \| \| \| \| 24. George III của Liên hiệp Anh[47] \| \| \| \| \| \| \| \| \| \| \| \| \| \| \| \| \| \| \| \| \| \| \| \| \| \| \| \| \| \| \| \| \| \| \| \| \| \| \| \| \| \| \| \| \| \| \| \| \| \| \| \| \| \| 12. Edward của Liên hiệp Anh[43] \| \| \| \| \| \| \| \| \| \| \| \| \| \| \| \| \| \| \| \| \| \| \| \| \| \| \| \| \| \| \| \| \| \| \| \| \| \| \| \| \| \| \| \| \| \| \| \| \| \| \| \| \| \| 25. Charlotte xứ Mecklenburg-Strelitz[47] \| \| \| \| \| \| \| \| \| \| \| \| \| \| \| \| \| \| \| \| \| \| \| \| \| \| \| \| \| \| \| \| \| \| \| \| \| \| \| \| \| \| \| \| \| \| \| \| \| \| \| \| \| \| 6. Victoria I của Liên hiệp Anh[43] \| \| \| \| \| \| \| \| \| \| \| \| \| \| \| \| \| \| \| \| \| \| \| \| \| \| \| \| \| \| \| \| \| \| \| \| \| \| \| \| \| \| \| \| \| \| \| \| \| \| \| \| \| \| 26. Franz I xứ Sachsen-Coburg-Saalfeld (= 28) [47] \| \| \| \| \| \| \| \| \| \| \| \| \| \| \| \| \| \| \| \| \| \| \| \| \| \| \| \| \| \| \| \| \| \| \| \| \| \| \| \| \| \| \| \| \| \| \| \| \| \| \| \| \| \| 13. Victoire xứ Sachsen-Coburg-Saalfeld[43] \| \| \| \| \| \| \| \| \| \| \| \| \| \| \| \| \| \| \| \| \| \| \| \| \| \| \| \| \| \| \| \| \| \| \| \| \| \| \| \| \| \| \| \| \| \| \| \| \| \| \| \| \| \| 27. Auguste Reuß xứ Ebersdorf (= 29)[47] \| \| \| \| \| \| \| \| \| \| \| \| \| \| \| \| \| \| \| \| \| \| \| \| \| \| \| \| \| \| \| \| \| \| \| \| \| \| \| \| \| \| \| \| \| \| \| \| \| \| \| \| \| \| 3. Alice của Liên hiệp Anh[43] \| \| \| \| \| \| \| \| \| \| \| \| \| \| \| \| \| \| \| \| \| \| \| \| \| \| \| \| \| \| \| \| \| \| \| \| \| \| \| \| \| \| \| \| \| \| \| \| \| \| \| \| \| \| 28. Franz I xứ Sachsen-Coburg-Saalfeld (= 26)[47] \| \| \| \| \| \| \| \| \| \| \| \| \| \| \| \| \| \| \| \| \| \| \| \| \| \| \| \| \| \| \| \| \| \| \| \| \| \| \| \| \| \| \| \| \| \| \| \| \| \| \| \| \| \| 14. Ernst I xứ Sachsen-Coburg và Gotha[43] \| \| \| \| \| \| \| \| \| \| \| \| \| \| \| \| \| \| \| \| \| \| \| \| \| \| \| \| \| \| \| \| \| \| \| \| \| \| \| \| \| \| \| \| \| \| \| \| \| \| \| \| \| \| 29. Auguste Reuß xứ Ebersdorf (= 27)[47] \| \| \| \| \| \| \| \| \| \| \| \| \| \| \| \| \| \| \| \| \| \| \| \| \| \| \| \| \| \| \| \| \| \| \| \| \| \| \| \| \| \| \| \| \| \| \| \| \| \| \| \| \| \| 7. Albrecht xứ Sachsen-Coburg và Gotha[43] \| \| \| \| \| \| \| \| \| \| \| \| \| \| \| \| \| \| \| \| \| \| \| \| \| \| \| \| \| \| \| \| \| \| \| \| \| \| \| \| \| \| \| \| \| \| \| \| \| \| \| \| \| \| 30. August I xứ Sachsen-Gotha-Altenburg[47] \| \| \| \| \| \| \| \| \| \| \| \| \| \| \| \| \| \| \| \| \| \| \| \| \| \| \| \| \| \| \| \| \| \| \| \| \| \| \| \| \| \| \| \| \| \| \| \| \| \| \| \| \| \| 15. Luise Pauline xứ Sachsen-Gotha-Altenburg[43] \| \| \| \| \| \| \| \| \| \| \| \| \| \| \| \| \| \| \| \| \| \| \| \| \| \| \| \| \| \| \| \| \| \| \| \| \| \| \| \| \| \| \| \| \| \| \| \| \| \| \| \| \| \| 31. Luise Charlotte xứ Mecklenburg-Schwerin[47] \| \| \| \| \| \| \| \| \| \| \| \| \| \| \| \| \| \| \| \| \| \| \| \| \| \| \| \| \| \| \| \| \| \| \| \| \| \| \| \| \| \| \| \| \| \| \| \| \| \| \| \| |                                                  |  |  |  |  |  |  |  |  |  |  |  |  |  |  |  |
| |                                                  |  |  |  |  |  |  |  |  |  |  |  |  |  |  |  |
| | 16. Ludwig I xứ Hessen và Rhein                  |  |  |  |  |  |  |  |  |  |  |  |  |  |  |  |
| |                                                  |  |  |  |  |  |  |  |  |  |  |  |  |  |  |  |
| |                                                  |  |  |  |  |  |  |  |  |  |  |  |  |  |  |  |
| | 8. Ludwig II xứ Hessen và Rhein                  |  |  |  |  |  |  |  |  |  |  |  |  |  |  |  |
| |                                                  |  |  |  |  |  |  |  |  |  |  |  |  |  |  |  |
| |                                                  |  |  |  |  |  |  |  |  |  |  |  |  |  |  |  |
| | 17. Luise Henriette Karoline xứ Hessen-Darmstadt |  |  |  |  |  |  |  |  |  |  |  |  |  |  |  |
| |                                                  |  |  |  |  |  |  |  |  |  |  |  |  |  |  |  |
| |                                                  |  |  |  |  |  |  |  |  |  |  |  |  |  |  |  |
| | 4. Karl xứ Hessen và Rhein                       |  |  |  |  |  |  |  |  |  |  |  |  |  |  |  |
| |                                                  |  |  |  |  |  |  |  |  |  |  |  |  |  |  |  |
| |                                                  |  |  |  |  |  |  |  |  |  |  |  |  |  |  |  |
| | 18. Karl Ludwig xứ Baden                         |  |  |  |  |  |  |  |  |  |  |  |  |  |  |  |
| |                                                  |  |  |  |  |  |  |  |  |  |  |  |  |  |  |  |
| |                                                  |  |  |  |  |  |  |  |  |  |  |  |  |  |  |  |
| | 9. Wilhelmine xứ Baden                           |  |  |  |  |  |  |  |  |  |  |  |  |  |  |  |
| |                                                  |  |  |  |  |  |  |  |  |  |  |  |  |  |  |  |
| |                                                  |  |  |  |  |  |  |  |  |  |  |  |  |  |  |  |
| | 19. Amalie xứ Hessen-Darmstadt                   |  |  |  |  |  |  |  |  |  |  |  |  |  |  |  |
| |                                                  |  |  |  |  |  |  |  |  |  |  |  |  |  |  |  |
| |                                                  |  |  |  |  |  |  |  |  |  |  |  |  |  |  |  |
| | 2. Ludwig IV của Hessen và Rhein                 |  |  |  |  |  |  |  |  |  |  |  |  |  |  |  |
| |                                                  |  |  |  |  |  |  |  |  |  |  |  |  |  |  |  |
| |                                                  |  |  |  |  |  |  |  |  |  |  |  |  |  |  |  |
| | 20. Friedrich Wilhelm II của Phổ                 |  |  |  |  |  |  |  |  |  |  |  |  |  |  |  |
| |                                                  |  |  |  |  |  |  |  |  |  |  |  |  |  |  |  |
| |                                                  |  |  |  |  |  |  |  |  |  |  |  |  |  |  |  |
| | 10. Friedrich Wilhelm Karl của Phổ               |  |  |  |  |  |  |  |  |  |  |  |  |  |  |  |
| |                                                  |  |  |  |  |  |  |  |  |  |  |  |  |  |  |  |
| |                                                  |  |  |  |  |  |  |  |  |  |  |  |  |  |  |  |
| | 21. Friederike Luise xứ Hessen-Darmstadt         |  |  |  |  |  |  |  |  |  |  |  |  |  |  |  |
| |                                                  |  |  |  |  |  |  |  |  |  |  |  |  |  |  |  |
| |                                                  |  |  |  |  |  |  |  |  |  |  |  |  |  |  |  |
| | 5. Elisabeth của Phổ                             |  |  |  |  |  |  |  |  |  |  |  |  |  |  |  |
| |                                                  |  |  |  |  |  |  |  |  |  |  |  |  |  |  |  |
| |                                                  |  |  |  |  |  |  |  |  |  |  |  |  |  |  |  |
| | 22. Friedrich V xứ Hessen-Homburg                |  |  |  |  |  |  |  |  |  |  |  |  |  |  |  |
| |                                                  |  |  |  |  |  |  |  |  |  |  |  |  |  |  |  |
| |                                                  |  |  |  |  |  |  |  |  |  |  |  |  |  |  |  |
| | 11. Maria Anna Amalie xứ Hessen-Homburg          |  |  |  |  |  |  |  |  |  |  |  |  |  |  |  |
| |                                                  |  |  |  |  |  |  |  |  |  |  |  |  |  |  |  |
| |                                                  |  |  |  |  |  |  |  |  |  |  |  |  |  |  |  |
| | 23. Karoline xứ Hessen-Darmstadt                 |  |  |  |  |  |  |  |  |  |  |  |  |  |  |  |
| |                                                  |  |  |  |  |  |  |  |  |  |  |  |  |  |  |  |
| |                                                  |  |  |  |  |  |  |  |  |  |  |  |  |  |  |  |
| | 1. Friedrich của Hessen và Rhein                 |  |  |  |  |  |  |  |  |  |  |  |  |  |  |  |
| |                                                  |  |  |  |  |  |  |  |  |  |  |  |  |  |  |  |
| |                                                  |  |  |  |  |  |  |  |  |  |  |  |  |  |  |  |
| | 24. George III của Liên hiệp Anh                 |  |  |  |  |  |  |  |  |  |  |  |  |  |  |  |
| |                                                  |  |  |  |  |  |  |  |  |  |  |  |  |  |  |  |
| |                                                  |  |  |  |  |  |  |  |  |  |  |  |  |  |  |  |
| | 12. Edward của Liên hiệp Anh                     |  |  |  |  |  |  |  |  |  |  |  |  |  |  |  |
| |                                                  |  |  |  |  |  |  |  |  |  |  |  |  |  |  |  |
| |                                                  |  |  |  |  |  |  |  |  |  |  |  |  |  |  |  |
| | 25. Charlotte xứ Mecklenburg-Strelitz            |  |  |  |  |  |  |  |  |  |  |  |  |  |  |  |
| |                                                  |  |  |  |  |  |  |  |  |  |  |  |  |  |  |  |
| |                                                  |  |  |  |  |  |  |  |  |  |  |  |  |  |  |  |
| | 6. Victoria I của Liên hiệp Anh                  |  |  |  |  |  |  |  |  |  |  |  |  |  |  |  |
| |                                                  |  |  |  |  |  |  |  |  |  |  |  |  |  |  |  |
| |                                                  |  |  |  |  |  |  |  |  |  |  |  |  |  |  |  |
| | 26. Franz I xứ Sachsen-Coburg-Saalfeld (= 28)    |  |  |  |  |  |  |  |  |  |  |  |  |  |  |  |
| |                                                  |  |  |  |  |  |  |  |  |  |  |  |  |  |  |  |
| |                                                  |  |  |  |  |  |  |  |  |  |  |  |  |  |  |  |
| | 13. Victoire xứ Sachsen-Coburg-Saalfeld          |  |  |  |  |  |  |  |  |  |  |  |  |  |  |  |
| |                                                  |  |  |  |  |  |  |  |  |  |  |  |  |  |  |  |
| |                                                  |  |  |  |  |  |  |  |  |  |  |  |  |  |  |  |
| | 27. Auguste Reuß xứ Ebersdorf (= 29)             |  |  |  |  |  |  |  |  |  |  |  |  |  |  |  |
| |                                                  |  |  |  |  |  |  |  |  |  |  |  |  |  |  |  |
| |                                                  |  |  |  |  |  |  |  |  |  |  |  |  |  |  |  |
| | 3. Alice của Liên hiệp Anh                       |  |  |  |  |  |  |  |  |  |  |  |  |  |  |  |
| |                                                  |  |  |  |  |  |  |  |  |  |  |  |  |  |  |  |
| |                                                  |  |  |  |  |  |  |  |  |  |  |  |  |  |  |  |
| | 28. Franz I xứ Sachsen-Coburg-Saalfeld (= 26)    |  |  |  |  |  |  |  |  |  |  |  |  |  |  |  |
| |                                                  |  |  |  |  |  |  |  |  |  |  |  |  |  |  |  |
| |                                                  |  |  |  |  |  |  |  |  |  |  |  |  |  |  |  |
| | 14. Ernst I xứ Sachsen-Coburg và Gotha           |  |  |  |  |  |  |  |  |  |  |  |  |  |  |  |
| |                                                  |  |  |  |  |  |  |  |  |  |  |  |  |  |  |  |
| |                                                  |  |  |  |  |  |  |  |  |  |  |  |  |  |  |  |
| | 29. Auguste Reuß xứ Ebersdorf (= 27)             |  |  |  |  |  |  |  |  |  |  |  |  |  |  |  |
| |                                                  |  |  |  |  |  |  |  |  |  |  |  |  |  |  |  |
| |                                                  |  |  |  |  |  |  |  |  |  |  |  |  |  |  |  |
| | 7. Albrecht xứ Sachsen-Coburg và Gotha           |  |  |  |  |  |  |  |  |  |  |  |  |  |  |  |
| |                                                  |  |  |  |  |  |  |  |  |  |  |  |  |  |  |  |
| |                                                  |  |  |  |  |  |  |  |  |  |  |  |  |  |  |  |
| | 30. August I xứ Sachsen-Gotha-Altenburg          |  |  |  |  |  |  |  |  |  |  |  |  |  |  |  |
| |                                                  |  |  |  |  |  |  |  |  |  |  |  |  |  |  |  |
| |                                                  |  |  |  |  |  |  |  |  |  |  |  |  |  |  |  |
| | 15. Luise Pauline xứ Sachsen-Gotha-Altenburg     |  |  |  |  |  |  |  |  |  |  |  |  |  |  |  |
| |                                                  |  |  |  |  |  |  |  |  |  |  |  |  |  |  |  |
| |                                                  |  |  |  |  |  |  |  |  |  |  |  |  |  |  |  |
| | 31. Luise Charlotte xứ Mecklenburg-Schwerin      |  |  |  |  |  |  |  |  |  |  |  |  |  |  |  |
| |                                                  |  |  |  |  |  |  |  |  |  |  |  |  |  |  |  |
| |                                                  |  |  |  |  |  |  |  |  |  |  |  |  |  |  |  |